# Дазайн-анализ
Дазайн-анализ (анализ существования) — один из современных психотерапевтических подходов, совмещающий традиции психоанализа, философии и феноменологии. В работе «Бытие и время» Мартина Хайдеггера он определяет сущность Dasein (с нем. — «существование»), обеспечив тем самым модель для понимания человека, заложив основу для экзистенциальной аналитики Dasein. Dasein-анализ возникает и развивается относительно психоанализа, при этом, в отличие от психоанализа, он пользуется феноменологической моделью вместо процесса психоаналитической интерпретации.

## Понятие Дазайн (Dasein)
Одно из центральных понятий философии Хайдеггера, дословно переводится как «существование». В переводе «Бытия и времени», выполненном Бибихиным, переводится как «присутствие», что может не отражать сути понятия полностью, поэтому в последнее время преобладает тенденция оставлять при переводе немецкоязычную кальку — Дазайн. По смыслу и в переводе с немецкого это слово близко понятиям «существование», «житие», «бытность», то есть речь идет о жизни, существовании конкретного человека.

Слово Dasein является общеупотребительным для немецкого языка, и можно обнаружить множество примеров этому в литературе. Например, герой Ремарка («Ночь в Лиссабоне»), размышляет: 
— А что это за существование?
— То, которое веду я. Когда негде остановиться, когда нельзя иметь крова над головой, когда всё время мчишься дальше. Существование эмигранта. Бытие индийского дервиша. Бытие современного человека. И знаешь: эмигрантов гораздо больше, чем думают. К их числу принадлежат иногда даже те, кто никогда не покидал своего угла.
Оригинальный текст (нем.)„Was ist ein Kugel-Dasein?"

„Meines. Eines, das nirgendwo bleiben kann; das sich nie ansiedeln darf; immer im Rollen bleiben muß. Das Dasein des Emigranten. Das Dasein des indischen Bettelmönches. Das Dasein des modernen Menschen. Es gibt übrigens mehr Emigranten, als man glaubt. Auch solche, die sich nie vom Fleck gerührt haben."
Жион Кондрау, исследуя понятие Дазайн (Dasein) для психотерапии, пишет, отсылая к Хайдеггеру: «Человек есть „тут“ как просвет бытия: потому Дазайн было выбрано Хайдеггером как чистое бытийное выражение этого сущего. „Это сущее, которое есть мы сами и которое среди другого имеет бытийную возможность вопрошания, мы терминологически схватываем как Дазайн“. Если, таким образом, речь идет о Дазайн, то всегда подразумевается [конкретный] человек».

## Понятие дазайн-анализа
Наиболее активные дискуссии о понятии дазайн-анализа велись в 1970-х годах в швейцарской школе. Жион Кондрау в статье «Философские и антропологические основания дазайн-анализа» (Daseinsanalyse, 1985) тщательно анализирует различные трактовки, заключая, что общее во всех этих определениях «состоит в требовании поставить под вопрос психоанализ в его классической форме и заместить лежащую в его основании, покоящуюся на естественно-научных основаниях „метапсихологию“ философской антропологией, которая со своей стороны базируется на фундаментальной онтологии Хайдеггера. Фактически отношение к философской дазайн-аналитике для дазайн-анализа является решающим». Для Бинсвангера [Binswanger, L.,1960, Daseinsanalyse und Psychotherapie. Acta psychother, 8, 251—266.] дазайн-анализ — это основанный на феноменологическом сущностном постижении феноменологический способ переживания опыта". Феноменологическим он является, «поскольку хочет показать вещи из них самих, то есть без чуждых вещам теоретических конструкций», дазайн-аналитически, поскольку те «вещи», о которых здесь идет речь, есть происходящее, в котором «Дазайн(у) в его бытии сущностно идет речь о нем самом».
По замыслу Л. Бинсвангера, дазайн-анализ должен был стать своеобразной надстройкой к психоанализу, заменить его методологические основы, но сохранить его методическую часть. Именно Бинсвангер сделал попытку усовершенствовать психоанализ на основе фундаментальной онтологии Мартина Хайдеггера и превратить психоанализ в Dasein-анализ, который представляет интерес как нечто, по замыслу, по масштабу сравнимое с психоанализом.
Медард Босс [Boss, M. (1952). Die Bedeutung der Daseinsanalyse für die Psychologie und die Psychiatrie. Psyche, 6, 178—186] обозначает дазайн-анализ точно также как эмпирический метод исследования и способ наблюдения, который, однако, не является ни философией, ни самим по себе психотерапевтическим методом (Бинсвангер говорил о «психиатрическом дазайн-анализе»). Его значение лежит в том, что он дает возможность исследовать идейные предпосылки и базовые представления психиатрии и психологии в их соразмерности сущности человека. Кроме того он заново открывает конкретное психологическое и психиатрическое исследование, обнаруживает до сих пор сокрытые вопросы. Его двойное значение основывается в простом требовании воздерживаться от теоретических абстракций и конструкций и возвращаться к непосредственно данным явлениям.
Эти понятийные построения, рассуждает Кондрау, нужно было понимать однозначно как конфронтацию с прежним, единственным авторитетным естественно-научным подходом в психиатрии и как отказ от психоаналитической «метапсихологии». Более неопределенным остается при этом вопрос о том, что́ следует понимать под «эмпирическим» методом исследования. Совершенно ошибочным должно считаться и исключение дазайн-анализа из области философии, и отказ ему в статусе психотерапевтического метода. Смысловая корректура произведена самим же Боссом уже в 1957 году в его работе «Психоанализ и дазайн-аналитика», формально — в 1971 году в «Словаре психологии» [Herder], где Босс и Хиклин обозначили «терапевтический дазайн-анализ» как дальнейшее развитие психоанализа Фрейда. По существу дела он опирается на впервые вскрытые Фрейдом явления человеческого поведения, далее, однако, не объясняя их «метапсихологически». По большей части она озабочена их феноменологическом толкованием, их ориентацией в соответствии с феноменологией Хайдеггера. Как метод исследования дазайн-анализ не предполагает ничего за феноменами, но пытается позволять встречающемуся все более дифференцированно обнаруживать собственные содержания значения и взаимосвязи отсылания, пока взгляд не окажется способен к проникновению в прежде сокрытое сущностное. Достигаемое посредством этого у психоневротических и психосоматических больных само- и миро-отношение является целительным, так как оно идентифицируется с нахождением жизненно-важного смысла. Таким образом, нам следует сегодня понимать дазайн-анализ в трояком свете: во-первых, в качестве обозначенной Хайдеггером в онтологическом свете дазайн-аналитики, далее, как обозначение для феноменологически ориентированной антропологии и, наконец, как новый, равным образом феноменолого-герменевтический метод, который, действительно, отошел от классического психоанализа и других глубинно-психологических направлений в сущностной, принципиальной и практической сферах. Дазайн-анализ есть, тем самым, как философское, так и антропологическое и терапевтическое понятие.

## История и современное состояние дазайн-анализа
Основателями Дазайн-анализа принято считать швейцарских психиатров Людвига Бинсвангера и Медарда Босса. Людвиг Бинсвангер не был напрямую заинтересован в его психотерапевтическом измерении, отдавая приоритет исследованию, но Медард Босс в 1960-х годах основал в Цюрихе программу подготовки Дазайн-аналитиков для психиатров и психотерапевтов (Daseinsanalytisches Institut für Psychotherapie und Psychosomatik). То есть основателем собственно терапевтического метода является Медард Босс. Его ближайший коллега и последователь Жион Кондрау) (1919—2006) является сооснователем дазайн-аналитической психотерапевтической школы. В 1971 году был организован Дазайн-аналитический институт психотерапии и психосоматики, позднее ставший известный как Цюрихская дазайн-аналитическая школа. В 1990 году Кондрау и цюрихская группа основали Международную Федерацию дазайн-аналитической психотерапии (IFDA, International Federation of Daseinsanalytic Psychotherapy).
Дазайн-анализ практикуется в ряде стран, каждая из которых имеет национальную ассоциацию, осуществляющую обучение и супервизию практикующих специалистов. Международная федерация дазайн-анализа (IFDA), которая аффилирована Европейской ассоциацией психотерапии, объединяет национальные ассоциации. Последние представлены в следующих странах:
Австрия: Австрийский дазайн-аналитический институт.
Бельгия: Бельгийский центр и школа дазайн-анализа.
Бразилия: Бразильская ассоциация дазайн-анализа.
Чехия: Чешское дазайн-аналитическое общество.
Греция: Греческое общество дазайн-анализа.
Венгрия: Венгерское общество дазайн-анализа.
Швейцария. В Швейцарии есть два независимых объединения:
Дазайн-аналитический семинар. Общество герменевтической антропологии и дазайн-анализа. Семинаром руководит Алис Хольцхей, которая представляет свой оригинальный подход в дазайн-анализе, опирающийся не только на герменевтическую феноменологию Хайдеггера, но и на работы Кьеркегора и Сартра.
Швейцарское профессиональное сообщество дазайн-аналитической психотерапии, президентом которого сегодня является Йозеф Йеневайн. Именно последнее профессиональное объединение было основано в 1984 профессором, доктором медицины Г. Кондро и доктором медицины А. Хиклином.
Настоящим президентом IFDA является Адо Хейген (Ado Huygens), вице-президент и секретарь — Йозеф Йеневайн (Josef Jenewein).
IFDA один раз в три года проводит международный форум по дазайн-анализу. Последний форум состоялся в сентябре 2015 года в Афинах (Греция).